# Carpophage à queue barrée
Ducula radiata
Espèce
Statut de conservation UICN

 LC  : Préoccupation mineure
Le Carpophage  à queue barrée (Ducula radiata) est une espèce d'oiseau appartenant à la famille  des  Columbidae.

## Description
Cet oiseau mesure 36 à 39 cm de longueur pour une masse de 300 g environ.
La tête, le cou et le dessous du corps sont gris pâle chez le mâle, plus foncé chez la femelle. L'arrière du cou est pourpre noirâtre. Chez le mâle, le dos et les ailes sont pourpre rougeâtre iridescent, mélangé avec du vert bronze sur les ailes et la queue. Cette coloration pourpre n'est présente que sur le haut du dos de la femelle, celui-ci et les ailes étant vert émeraude mélangé à un peu de vert bleuté. Les flancs et la région anale sont gris brun. Comme les espèces proches (Carpophage de Forsten, Carpophage à ventre rose, Carpophage de Mindoro), cet oiseau présente aussi une large bande grise (plus sombre chez la femelle) au milieu de la queue. Les iris sont orange, le bec noir et les pattes pourpres.

## Répartition
Cet oiseau vit sur Sulawesi (Célèbes) en Indonésie.

## Habitat
Cette espèce peuple les forêts montagneuses jusqu'à 2 400 m d'altitude.

## Alimentation
Cet oiseau s'alimente de fruits.

## Nidification
La femelle pond un seul œuf dans le nid installé dans des sites très variés allant du creux d'une falaise jusqu'à même le sol.